# Zweigkanal
Der Begriff Zweigkanal bezeichnet allgemein eine Abzweigung von einem bestehenden Kanalsystem. Dabei werden traditionell sowohl Abzweigungen von einem oberirdischen Kanal (Stichkanal), als auch von einem unterirdischen (Abwasser-)Kanal gleichermaßen bezeichnet.

## Wasserwege

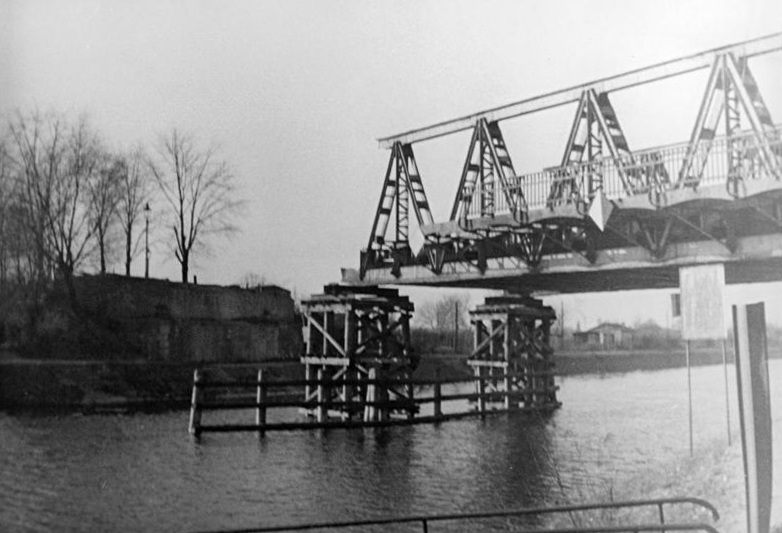
Britzer Zweigkanal (Januar 1950)

Oberirdische Zweigkanäle werden angelegt, um die Verkehrswege der Binnenschifffahrt zu erweitern. So verbindet beispielsweise der Zweigkanal Linden den Lindener Hafen mit dem Mittellandkanal. Weitere Beispiele für Zweigkanäle sind der Zweigkanal (Dortmund-Ems-Kanal), der Zweigkanal Magdeburg, der Zweigkanal Osnabrück, die Zweigkanäle Kanal III3b und Kanal III C, der Britzer Zweigkanal sowie der Kembs-Niffer-Zweigkanal. (→ für weitere Beispiele s.a. Stichkanal und Liste von Stichkanälen in Deutschland)

## Grenzmarkierung
Zweigkanäle können auch, wie natürliche Gewässer, Grenzverläufe markieren. Als Beispiel sei hier der Britzer Zweigkanal genannt, der bereits vor der Teilung Deutschlands (im deutschen Kaiserreich 1900–1906) erbaut worden war und später einen Teil des Grenzverlaufes zwischen dem ehemaligen Ost- und Westteil Berlins markierte.

## Kanalisation
Zweigkanäle unterirdischer Kanäle dienen beispielsweise dazu, Abwasser einzuleiten, oder die Kanalisation zu entlüften.

## Wasserversorgung
Der Begriff wird sowohl für oberirdische Kanäle zur Verbesserung eines bestehenden Bewässerungssystems, als auch für (zumindest teilweise unterirdische) Leitungen der Wasserversorgung verwendet. Bereits in historischer Zeit verwendeten sowohl die Inka als auch die Römer diese Technik.